# RGF Staffing
RGF Staffing is een Nederlands beursgenoteerd bedrijf voor  uitzendwerk en HR-diensten, en is een voortzetting van het in 1972 opgerichte Unique Uitzendbureau (later USG People genaamd). Het hoofdkantoor bevindt zich in Almere en maakt deel uit van de internationale holding Recruit Global Staffing. Deze holding is actief in verschillende delen van de wereld.  
In 2001 wijzigde de onderneming haar naam in United Services Group. Vervolgens groeide ze in omvang door de overname van Start Uitzendbureau en de Solvus Resource Group. Na de overname van Solvus in 2005 veranderde de naam opnieuw, nu in USG People. In oktober 2009 maakten de dochterondernemingen Content en Unique bekend te gaan fuseren.
RGF Staffing is in acht Europese landen actief op het gebied van uitzending, detachering en HR-diensten. RGF Staffing bestaat uit verschillende werkmaatschappijen die allemaal afzonderlijk opereren. Enkele dochters zijn: Unique (het oorspronkelijke bedrijf), Start People, Technicum, Creyf's, Secretary Plus en USG Professionals. Deze werkmaatschappijen zijn gericht op eigen doelgroepen met diverse specialisaties als het gaat om werving en selectie, uitzenden, detacheren, re-integratie en andere diverse HR-diensten.
Sinds de overname van het beursgenoteerde Goudsmid in 1997 heeft het bedrijf een notering aan de effectenbeurs Euronext Amsterdam, destijds nog onder de naam Unique International N.V. In september 2008 promoveerde het beursaandeel van USG People van de midcap AMX Index naar de hoofdgraadmeter AEX om vervolgens in maart 2009 weer te degraderen naar de AMX index. De oprichter van Unique, Alex Mulder, trok zich in 2005 als CEO terug en werd lid van de raad van commissarissen van USG People. In 2013 verkocht USG People de activiteiten in Spanje, Italië, Oostenrijk, Zwitserland, Polen en Luxemburg.
In december 2015 bracht het Japanse bedrijf Recruit een bod uit van 1,4 miljard euro, of 17,50 euro per aandeel, op USG People. Het bod kreeg steun van het bestuur, de raad van commissarissen en van Alex Mulder, houder van bijna 20% van de aandelen. Het overnamebod slaagde en medio juni 2016 werd de beursnotering van USG People beëindigd.
Recruit wilde binnen vijf jaar het grootste uitzendconcern ter wereld zijn en had daarvoor de voorrgaande jaren diverse bedrijven overgenomen in de Verenigde Staten, Azië, Verenigd Koninkrijk en Australië. Met de overname van USG People kreeg het bedrijf een eerste voet aan de grond in continentaal Europa.